# ГЕС Сюньян
ГЕС Xúnyáng (旬阳水电站) — гідроелектростанція, що споруджується у північній частині Китаю в провінції Шеньсі. Знаходячись між ГЕС Анькан (вище по течії) та ГЕС Шухе, входитиме до складу каскаду на річці Ханьшуй, великій лівій притоці Янцзи.
В межах проекту річку перекриють бетонною гравітаційною греблею висотою 58 метрів та довжиною 458 метрів. Вона утримуватиме водосховище з об’ємом 325 млн м3 та припустимим коливанням рівня поверхні у операційному режимі між позначками 219 та 241 метр НРМ (під час повені рівень зможе зростати до 243,3 метра НРМ, а об’єм – до 390 млн м3). 
Машинний зал станції обладнають чотирма турбінами типу Каплан потужністю по 80 МВт, які використовуватимуть напір у 21 метр та забезпечуватимуть виробництво 859 млн кВт-год електроенергії на рік. 
Видача продукції відбуватиметься по ЛЕП, розрахованій на роботу під напругою 330 кВ.